# Stefan Siebers
Stefan Siebers (* 20. Jahrhundert) ist Autor sowie Übersetzer und Herausgeber hebräischer Literatur und als Hebräischlektor an der Heinrich-Heine-Universität Düsseldorf tätig.

## Leben
Nach dem Studium der Judaistik, der Islamwissenschaften und der Semitistik, der Französischen Sprach- und Literaturwissenschaft und des Portugiesischen in Köln, Coimbra und Jerusalem erwarb Siebers den Abschluss eines Magister Artium in Judaistik und Romanistik. Seit 1997 gab er regelmäßig Kurse zur hebräischen Sprache und Literatur an der Gerhard-Mercator-Universität in Duisburg und wechselte 2002 an die Heinrich-Heine-Universität Düsseldorf, an der er für das hebraistische Lehrangebot verantwortlich ist. Parallel zur Lehre ist er publizistisch tätig, insbesondere im Bereich der hebräischen Literatur.

## Veröffentlichungen (Auswahl)
Neben zahlreichen Zeitschriftenbeiträgen zu entwicklungspolitischen Themen seit 1993 ist Siebers Herausgeber, Autor, Übersetzer von:
Übersetzungen aus dem Hebräischen: 
- E. Amir: Im Schatten der Orangenhaine. BLT, Bergisch Gladbach 2004, ISBN 3-404-92154-2.
- E. Amir: Shauls Liebe. BLT, Bergisch Gladbach 2000, ISBN 3-404-92110-0.
- A. Appelfeld: Tzili. Rororo, Reinbek 2015, ISBN 978-3-499-25945-6.
- A. Appelfeld: Für alle Sünden. Rororo, Reinbek 2014, ISBN 978-3-499-25946-3.
- A. Appelfeld: Der eiserne Pfad.
- A. Gavron: Everybody be cool!. Luchterhand, München 2025, ISBN 978-3-630-87805-8.
- Y. Hoffmann: Bernhard. Rororo, Reinbek 1991, ISBN 3-498-02902-9.
- S. Liebrecht: Ein Mann und eine Frau und ein Mann. Dtv, München 2000, ISBN 3-423-12987-5.
- S. Liebrecht: Äpfel aus der Wüste. Persona, Mannheim 1992, ISBN 3-596-12590-1.
- E. Mazya: Über mich sprechen wir ein andermal. KiWi, Köln 2010, ISBN 978-3-462-04207-8.
- E. Mazya: Schlamassel. KiWi, Köln 2003, ISBN 3-462-03243-7.
- Y. Shabtai: Erinnerungen an Goldmann. Fischer, Frankfurt am Main 1994, ISBN 3-596-10846-2.
- G. Shahar: Verkleidungen der Aufklärung. Narrenspiele und Weltanschauung in der Goethezeit. Wallstein, Göttingen 2006, ISBN 3-89244-755-1.
- K. Zisapel: Meine Schwester meine Braut.

Mitautor bzw. Autor:
- P. Schäfer (Hrsg.) mit S. Siebers, C. Rohrbacher-Sticker u. a.: Übersetzung der Hekhalot-Literatur. Bd. 2f., Texte und Studien zum antiken Judentum 17 u. 22, Mohr Siebeck, Tübingen  2020 (E-Book), ISBN 978-3-16-158772-6 u. ISBN 978-3-16-158726-9.
- S. Siebers: Der Irak in Israel. Vom zionistischen Staat zur transkulturellen Gesellschaft. V&R, Göttingen 2010, ISBN 978-3-525-56937-5.

| Personendaten    | Personendaten                                                        |
| ---------------- | -------------------------------------------------------------------- |
| NAME             | Siebers, Stefan                                                      |
| KURZBESCHREIBUNG | deutscher Autor und Übersetzer und Herausgeber hebräischer Literatur |
| GEBURTSDATUM     | 20. Jahrhundert                                                      |